# Sisters (Oregon)
Pour les articles homonymes, voir Sisters.
Sisters est une ville du comté de Deschutes, dans l'Oregon, aux États-Unis. Elle fait statistiquement partie de la région métropolitaine de Bend et comptait 2 038 habitants au recensement de 2010, ce qui constitue plus qu'un doublement en 10 ans.

## Histoire
Le camp militaire de Camp Polk (en) s'établit sur les lieux en 1865 en réponse aux guerres engendrées par les Païutes dans la région pendant les années 1860-1870. Appelé ainsi d'après le comté homonyme duquel provenait le commandant du camp, il consistait en une série de cabanes situées sur la rive ouest du Squaw Creek, à trois miles de l'emplacement actuel de Sisters. Des troupes y passent l'hiver 1865-66, elles constatent qu'il n'y a plus de problème avec les indiens.
Vers 1870, Samuel Hindeman s'installe et y crée un relais de poste. Ce bureau est transféré sur l’actuel site de la ville en 1888 qui prend le nom de Sisters, en référence aux trois volcans qui le dominent.

## Géographie

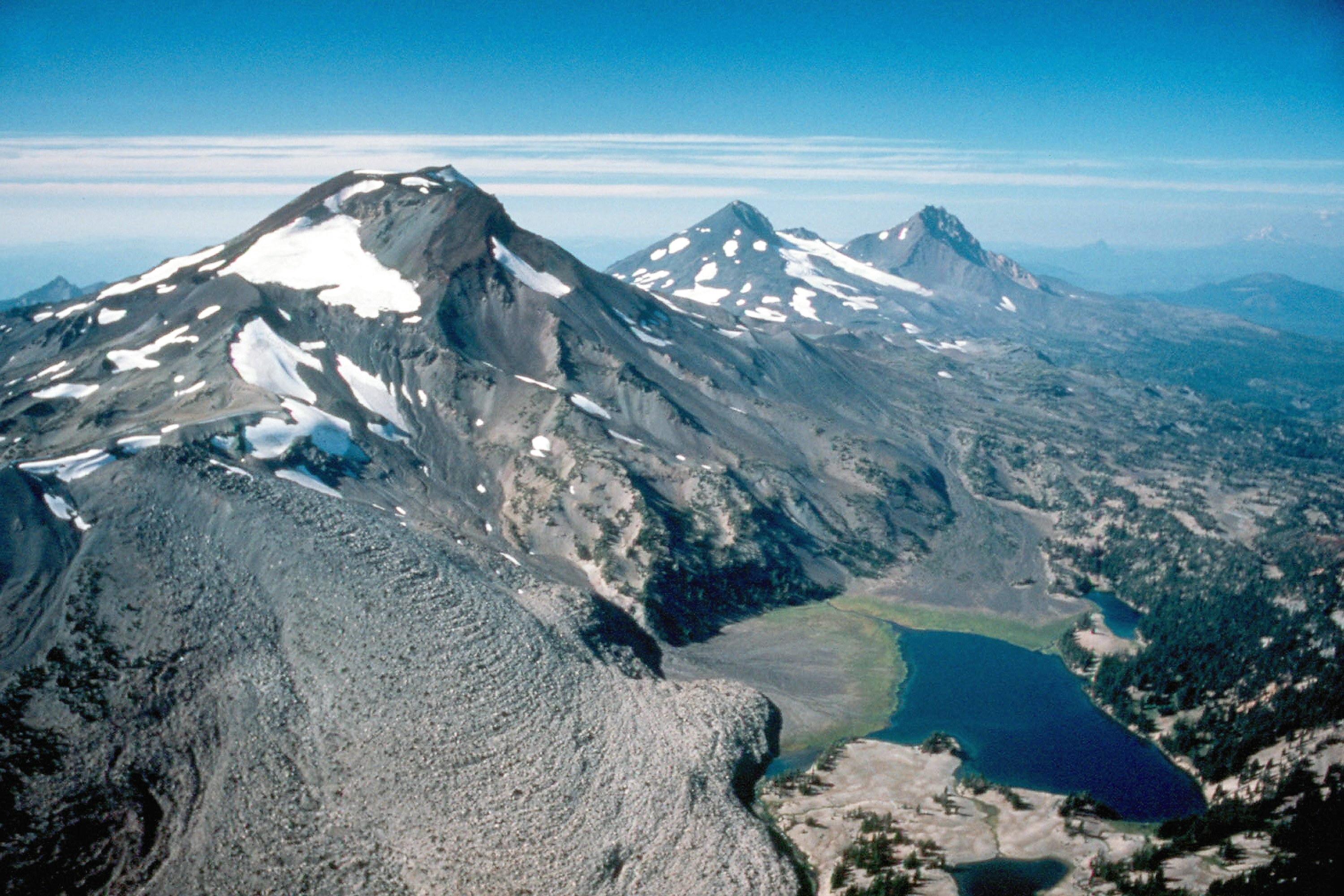
Les Three Sisters.

Le Whychus Creek, anciennement appelé Squaw Creek, traverse la partie sud de la ville.
La « Santiam Highway » (U.S. Route 20) et la « McKenzie Highway » (Oregon Route 126 (en)) se rassemblent brièvement dans la ville pour former « Cascade Avenue », la principale artère de la ville. Sur cette avenue se trouvent les commerces et l'animation pédestre de la ville.

### Démographie
Au recensement de 2010, la population s'élevait à 2 038 habitants dont 847 ménages et 557 familles résidentes. La densité de population était de 420,8 hab/km2.
La répartition ethnique était de 93.9 % d'Euro-Américains, 1.1 % d'Amérindiens, 0.7 % d'asio-américains plus quelques autres minorités.
En 2000, le revenu moyen par habitant était de 17 847 dollars/hab avec 10.4 % vivant sous le seuil de pauvreté.

### Loisirs
C'est à Sisters que se trouvent les bureaux qui gèrent la forêt nationale de Deschutes. Les randonnées pédestre, cycliste ou équestre permettent de parcourir la réserve intégrale Three Sisters. La station de sports d'hiver de Hoodoo se trouve à proximité.
Le rodéo de Sisters est une manifestation annuelle qui se déroule depuis 1941.

## Source
- (en) Cet article est partiellement ou en totalité issu de l’article de Wikipédia en anglais intitulé « Sisters, Oregon » (voir la liste des auteurs).